# Bobby Edner
Robert Charles Edner, detto Bobby (Downey, 5 ottobre 1988), è un attore statunitense.

## Biografia
Attore già da bambino, è apparso in numerosi film e serie televisive.
Nel 2003 ha affiancato gli attori Daryl Sabara, Matt O'Leary, Ryan Pinkston e Robert Vito nel terzo film della trilogia Spy Kids, ovvero Missione 3D - Game Over.
Ancora giovanissimo ha ottenuto ben 6 nomination e una vittoria, per quanto riguarda gli Young Artist Awards.
Fratello dell'attrice Ashley Edner e figlio dell'attrice Cindy Edner.

## Filmografia parziale
- Una bionda per papà (Step by Step), episodio "Magico Natale" ("Too Many Santas") (1997)
- Baywatch (1998), episodi: "L'incidente: parte 1" ("Crash: Part I"); "L'incidente: parte 2" ("Crash: Part II")
- E.R. - Medici in prima linea (ER), episodio "Nodi al Pettine" (The Storm: Part 2) (1999)
- Jarod il camaleonte (The Pretender), episodio "Il vero padre" ("Countdown") (1999)
- Seven Days, episodio "EBE's" (1999)
- Late Last Night (1999)
- La dea del successo (The Muse) (1999)
- Il mio migliore amico (The Trial of Old Drum) (2000)
- Dumb Luck (2001)
- Streghe (Charmed), episodio "Il gelataio" (We All Scream For Ice Cream) (2001)
- The Seventh Sense (2001)
- Il giorno in cui il mondo finì di Terence Gross (The Day the World Ended) (2001)
- Settimo cielo (7th Heaven), episodio "Le sorprese di San Valentino" ("Hot Pants") (2002)
- JAG - Avvocati in divisa (JAG), episodio "Affari di famiglia" (Family Business) (2002)
- Missione 3D - Game Over (Spy Kids 3-D: Game Over) (2003)
- Veronica Mars, episodio "Julia e John" ("Meet John Smith") (2004)

## Doppiatori italiani
Nelle versioni in italiano delle opere in cui ha recitato, Bobby Edner è stato doppiato da:
- Alessio Puccio in Streghe, Missione 3D - Game Over
- Giulio Renzi Ricci ne Il mio migliore amico
- Flavio Aquilone ne Il giorno in cui il mondo finì